# Harrisonburg, Louisiana
Harrisonburg är administrativ huvudort i Catahoula Parish i Louisiana. Vid 2010 års folkräkning hade Harrisonburg 348 invånare.